# NXT TakeOver: New York
NXT TakeOver: New York was een professioneel worstelshow en WWE Network evenement dat georganiseerd werd door WWE voor hun NXT brand. Het was de 24ste editie van NXT TakeOver en vond plaats op 5 april 2019 in het Barclays Center in Brooklyn, New York. Dit was een ondersteuningsevenement voor WrestleMania 35.

## Matches
| Nr. | Match                                                                             | Winnaar(s)          | Opmerkingen                                                                       | Bron  |
| --- | --------------------------------------------------------------------------------- | ------------------- | --------------------------------------------------------------------------------- | ----- |
| 1N  | Street Profits (Angelo Dawkins & Montez Ford) vs. Fabian Aichner & Marcel Barthel | Street Profits      | Tag team match                                                                    | [ 2 ] |
| 2N  | Jaxson Ryker vs. Danny Burch                                                      | Jaxson Ryker        | Een-op-een match. Vooraf opgenomen voor een toekomende aflevering voor NXT.       | [ 2 ] |
| 3N  | Candice LeRae vs. Aliyah (met Vanessa Borne)                                      | Candice LeRae       | Een-op-een match. Vooraf opgenomen voor een toekomende aflevering voor NXT.       | [ 2 ] |
| 4   | War Raiders (Hanson & Rowe) (c) vs. Aleister Black & Ricochet                     | War Raiders         | Tag team match voor het NXT Tag Team Championship.                                | [ 3 ] |
| 5   | Velveteen Dream (c) vs. Matt Riddle                                               | Velveteen Dream     | Een-op-een match voor het NXT North American Championship.                        | [ 3 ] |
| 6   | Walter vs. Pete Dunne (c)                                                         | Walter (nc)         | Een-op-een match voor het WWE United Kingdom Championship.                        | [ 3 ] |
| 7   | Shayna Baszler (c) vs. Bianca Belair vs. Io Shirai vs. Kairi Sane                 | Shayna Baszler      | Fatal 4-Way match voor het NXT Women's Championship. Baszler won door submission. | [ 3 ] |
| 8   | Johnny Gargano (2) vs. Adam Cole (1)                                              | Johnny Gargano (nc) | 2-out-of-3falls match voor het vacante NXT Championship.                          | [ 3 ] |